# 박진석 (프로게이머)
박진석(1995년 3월 4일 ~ )은 대한민국의 전직 스타크래프트 II 프로게이머이다. Trend라는 아이디를 사용하며, 종족은 프로토스이다.
2012년 상반기 드래프트에서 삼성전자 칸(현 삼성 갤럭시)의 3차 지명으로 입단하였다.
SK텔레콤 스타크래프트2 프로리그 2014 4라운드 로스터에서 말소, 삼성 갤럭시에서 탈퇴하고 은퇴하였다.

## 수상 경력
- 2011년 9월 제4회 스타크래프트 루키리그 준프로 선발전 입상
- 2013년 9월 2013 WCS 코리아 시즌 3 챌린저리그 48강